# Byoblu
Byoblu é uma estação de televisão italiana, com sede em Milão, que transmite no canal terrestre 262 digital, bem como transmissão ao vivo no site oficial.
Nascido inicialmente como um blogue na Internet, baseia-se exclusivamente no apoio financeiro de donativos gratuitos dos cidadãos.
Byoblu é também uma editora, uma emissora de rádio, e a partir de 2024 uma sociedade por ações.

## História
Fundado em 2007 como site e canal de YouTube por Claudio Messora, ex-membro do Movimento 5 Estrelas, Byoblu transformado em 2019 em empresa, em 2020 em estação de televisão regional, que se tornou nacional em abril de 2021 após uma angariação de fundos por parte de cidadãos livres.
Desde então, a Byoblu continua a ser apoiada por ofertas de contribuidores voluntários.